# 652031 Szczepaniak
652031 Szczepaniak è un asteroide della fascia principale. Scoperto nel 2013, presenta un'orbita caratterizzata da un semiasse maggiore pari a 2,6478634 au e da un'eccentricità di 0,1877612, inclinata di 11,32226° rispetto all'eclittica.
Dal 9 al 29 aprile 2024, quando 669588 Pazura ricevette la denominazione ufficiale, è stato l'asteroide denominato con il più alto numero ordinale. Prima della sua denominazione, il primato era di 648709 Angissimo.
L'asteroide è dedicato alla guida alpina polacca Grzegorz Szczepaniak.